# Chema Muñoz
José María Muñoz Diego (Santander, Cantàbria, 1950), conegut artísticament com a Chema Muñoz, és un actor espanyol.

## Biografia
Va estudiar la carrera d'Empresarials a Santander. Posteriorment va decidir dedicar-se completament a la seva carrera com a actor.
Ha treballat sota les ordres d'importants directors espanyols com Juan Antonio Bardem, Alfonso Ungría, Imanol Uribe, Pilar Miró, José María Forqué, Jose Carlos Plaza, William Layton o Santiago Ramos.
Ha participat en nombroses sèries de televisió com ara Motivos personales, SMS, El comisario, Doctor Mateo, Policías, en el corazón de la calle, o Compañeros.
En 2011 obté el premi al Millor Actor de Repartiment en la categoria de Teatre en la XXI Edició dels Premis de la Unión de Actores pel seu treball a Veraneantes.

## Filmografia
- Niños desaparecidos (Alfredo Montero Mayans)
- El puente (Juan Antonio Bardem)
- Soldados (Alfonso Ungría)
- Siete días de enero (Juan Antonio Bardem)
- La fuga de Segovia (Imanol Uribe)
- La conquista de Albania (Alfonso Ungría)
- Luna de agosto (Juan Miñón)
- Mi hermano del alma (Mariano Barroso)
- Como un relámpago (Miguel Hermoso)
- África (Alfonso Ungría)
- Tu nombre envenena mis sueños (Pilar Miró)
- Entre las piernas (Manuel Gómez Pereira)
- El deseo de ser piel roja (Alfonso Ungría)
- Una preciosa puesta de sol (Álvaro del Amo)
- Lobo (Miguel Courtois)
- El muchacho del Copacabana (Angelo Rizzo)
- Por amor al arte (Patxo Tellería / Aitor Mazo)
- Clara no es nombre de mujer (Pepe Carbajo)

## Televisió
- Cervantes (Alfonso Ungría)
- Pablo y Virginia (Jaime Chávarri)
- Teresa de Jesús (Josefina Molina)
- Los desastres de la guerra (Mario Camus)
- Miguel Servet, la sangre y la ceniza (José María Forqué)
- Gatos en el tejado (Alfonso Ungría)
- Vísperas (Eugenio Martín)
- Las chicas de hoy en día (Fernando Colomo)
- Hasta luego cocodrilo (Alfonso Ungría)
- La mujer de tu vida (Miguel Hermoso)
- Lorca, muerte de un poeta (Juan Antonio Bardem)
- El destino en sus manos (Manuel Gómez Pereira)
- Compañeros (Manuel Valdivia)
- Policías, en el corazón de la calle (Sèrie Antena 3 TV)
- Géminis, venganza de amor (Pepe Pavón)
- El comisario (Serie Tele5)
- Motivos personales (Serie Tele5)
- SMS (Serie La Sexta)
- Planta 25 (Serie TV)
- UCO (Miguel Albaladejo)
- Hermanos y detectives (Serie Tele 5)
- Doctor Mateo (Sèrie Antena 3 TV)
- Águila Roja (Sèrie TVE)

## Teatre
- Tío Vania (William Layton)
- Así que pasen cinco años (Miguel Narros)
- Las bicicletas son para el verano (José Carlos Plaza)
- El jardín de los cerezos (William Layton)
- Luces de bohemia (Lluis Pascual)
- La vida de Eduardo II de Inglaterra (Lluis Pascual)
- Hamlet (José Carlos Plaza)
- Comedias bárbaras (José Carlos Plaza)
- Historias de zoo (William Layton)
- El mercader de Venècia (José Carlos Plaza)
- Marat-Sade (Miguel Narros)
- Seis personajes en busca de autor (Miguel Narros)
- Métele caña (Santiago Ramos)
- Antonio y Cleopatra (José Carlos Plaza)
- Panorama desde el puente (Miguel Narros)
- 10 (Tamzin Townsend)
- Fedra (José Carlos Plaza), amb Ana Belén, Fran Perea, i Alicia Hermida
- Veraneantes (Miguel del Arco)